# Timothy Joseph Carroll
Timothy Joseph Carroll SMA (ur. 23 kwietnia 1940 w Millstreet) – irlandzki duchowny rzymskokatolicki posługujący w Nigerii, w latach 1995-2002 prefekt apostolski, a w latach 2002-2010 wikariusz apostolski Kontagora.

## Życiorys
Święcenia kapłańskie przyjął 20 grudnia 1965 jako członek Stowarzyszenia Misji Afrykańskich. W październiku 1966 wyjechał do Nigerii i rozpoczął pracę w diecezji Ilorin.
15 grudnia 1995 został prekonizowany prefektem apostolskim Kontagora, zaś 30 kwietnia 2002 został jej pierwszym wikariuszem apostolskim. Sakrę biskupią otrzymał 17 sierpnia 2002.
30 kwietnia 2010 przeszedł na emeryturę.